# Meliling
Meliling is een bestuurslaag in het regentschap Tabanan van de provincie Bali, Indonesië. Meliling telt 2350 inwoners (volkstelling 2010).